# Leo Canjels
Leonard "Leo" Canjels (1 d'abril de 1933 - 26 de maig de 2010) va ser un futbolista internacional neerlandès que va jugar al NAC Breda.

## Carrera com a jugador

### Club
Canjels va començar a jugar a futbol al VV Baronie de Breda. Va debutar al NAC la temporada 1956/1957 i va jugar set anys al club abans de retirar-se. Com a jugador del NAC Breda, Canjels va guanyar dues vegades el premi al màxim golejador de l'Eredivisie, el 1958 i el 1959.
Canjels va rebre el sobrenom de Het Kanon (la pistola) a causa del seu poderós xut.

### Internacional
Canjels va debutar amb els Països Baixos en un partit amistós del maig de 1959 contra Turquia i va disputar-hi un total de 3 partits, marcant 2 gols. Va guanyar els seus altres partits en amistosos contra Bulgària i Escòcia el mateix any.

## Carrera com a entrenador
Després de retirar-se com a jugador, Canjels es va convertir en entrenador, primer en els equips amateurs Dongen i Baronie i després va dirigir el NAC Breda, així com el Club Brugge i el Cercle Brugge entre d'altres a Bèlgica. Amb Brugge va guanyar la lliga belga el 1973.
Es va retirar de l'entrenament el 1990.
Va morir el 26 de maig de 2010 després d'una llarga malaltia.